# جانيس كوفمانيس
جانيس كوفمانيس مواليد 3 أكتوبر 1989 في ريغا، هو لاعب كرة سلة لاتفي. بدأ مسيرته الاحترافية في سنة 2007. يلعب مع فالميرا. يحمل الرقم 5.

## المسيرة الاحترافية
لعب مع نادي فالميرا لكرة السلة من سنة 2007 إلى 2011، ثم لعب مع في إي إف ريغا في موسم 2011–2012، ثم لعب مع فالميرا من سنة 2012 إلى 2014.

## روابط خارجية
- جانيس كوفمانيس على موقع الاتحاد الدولي لكرة السلة (الإنجليزية)
- جانيس كوفمانيس على موقع كرة السلة الأوروبية.كوم (الإنجليزية)
- جانيس كوفمانيس على موقع ريلجم (الإنجليزية)
- جانيس كوفمانيس على موقع بروبوليرز (الإنجليزية)
- جانيس كوفمانيس على موقع سبورتس رفرنس (الإنجليزية)